# Горна Легота (округ Брезно)
Горна́ Легота — село в окрузі Брезно Банськобистрицького краю Словаччини. Станом на грудень 2015 року в селі проживало 596 людей.

## Населення
| Рік:            | 1994. | 2004.    | 2014.   | 2024.   |
| --------------- | ----- | -------- | ------- | ------- |
| Кількість осіб: | 647   | 562      | 596     | 559     |
| Різниця:        |       | -13,13 % | +6,04 % | -6,20 % |

| Рік:            | 2023. | 2024.   |
| --------------- | ----- | ------- |
| Кількість осіб: | 571   | 559     |
| Різниця:        |       | -2,10 % |